# T.J. Tynan
Thomas Joseph "T.J." Tynan, född 25 februari 1992, är en amerikansk professionell ishockeyforward som är kontrakterad för Columbus Blue Jackets i National Hockey League (NHL) och spelar för deras primära samarbetspartner Cleveland Monsters i American Hockey League (AHL). Han har tidigare spelat på lägre nivåer för Springfield Falcons och Lake Erie Monsters i American Hockey League (AHL), Notre Dame Fighting Irish (University of Notre Dame) i National Collegiate Athletic Association (NCAA) och Des Moines Buccaneers i United States Hockey League (USHL).
Tynan draftades i tredje rundan i 2011 års draft av Columbus Blue Jackets som 66:e spelare totalt.

## Statistik
| 2006–2007   | Chicago Mission           | T1EHL       | 31  | 11 | 17  | 28  | 38  | —  | — | — | — | — |
| 2007–2008   | Chicago Mission           | T1EHL       | 30  | 9  | 16  | 25  | 35  | —  | — | — | — | — |
| 2008–2009   | Chicago Mission           | T1EHL       | 45  | 23 | 44  | 67  | 76  | —  | — | — | — | — |
| 2009–2010   | Des Moines Buccaneers     | USHL        | 60  | 17 | 55  | 72  | 55  | —  | — | — | — | — |
| 2010–2011   | Notre Dame Fighting Irish | NCAA        | 44  | 23 | 31  | 54  | 36  | —  | — | — | — | — |
| 2011–2012   | Notre Dame Fighting Irish | NCAA        | 39  | 13 | 28  | 41  | 38  | —  | — | — | — | — |
| 2012–2013   | Notre Dame Fighting Irish | NCAA        | 41  | 10 | 18  | 28  | 28  | —  | — | — | — | — |
| 2013–2014   | Notre Dame Fighting Irish | NCAA        | 40  | 8  | 30  | 38  | 30  | —  | — | — | — | — |
|             | Springfield Falcons       | AHL         | 3   | 0  | 0   | 0   | 2   | —  | — | — | — | — |
| 2014–2015   | Springfield Falcons       | AHL         | 75  | 13 | 35  | 48  | 48  | —  | — | — | — | — |
| 2015–2016   | Lake Erie Monsters        | AHL         | 76  | 6  | 40  | 46  | 38  | 17 | 1 | 5 | 6 | 8 |
| 2016–2017   | Columbus Blue Jackets     | NHL         | 1   | 0  | 0   | 0   | 0   | —  | — | — | — | — |
|             | Cleveland Monsters        | AHL         | 55  | 7  | 23  | 30  | 28  | —  | — | — | — | — |
| NHL totalt  | NHL totalt                | NHL totalt  | 1   | 0  | 0   | 0   | 0   | —  | — | — | — | — |
| AHL totalt  | AHL totalt                | AHL totalt  | 209 | 26 | 98  | 124 | 116 | 17 | 1 | 5 | 6 | 8 |
| NCAA totalt | NCAA totalt               | NCAA totalt | 164 | 54 | 107 | 161 | 132 | —  | — | — | — | — |